# Ordovician
| Perioada Ordovician Acum 485.4–443.4 milioane de ani PreЄ Є O S D C P T J K Pg N | |
| O hartă a lumii așa cum apărea în Ordovician (acum 450 milioane de ani)          | |
| Conținut mediu de O2 atmosferic pe durata perioadei                              | c. 13.5 vol % (68 % din nivelul modern)                                                                  |
| Conținut mediu de CO2 atmosferic pe durata perioadei                             | c. 4200 ppm (15 ori nivelul preindustrial)                                                               |
| Temperatura medie a suprafeței pe durata perioadei                               | c. 16 °C (2 °C deasupra nivelului modern)                                                                |
| Nivelul mării (peste cel actual)                                                 | 180 m; s-a înălțat la 220 m în Caradoc și a scăzut brusc la 140 m la sfârșitul glaciațiilor ordoviciene. |

Ordovicianul este a doua perioadă a Paleozoicului. A început acum 488,3 milioane de ani, la sfârșitul Cambrianului, și s-a terminat acum 443,7 milioane de ani, la începutul Silurianului.